# Leo Meyer
Leo Karl Heinrich Meyer, född 3 juli 1830 i Bledeln, Hannover, död 6 juni 1910 i Göttingen, var en tysk språkvetenskapsman.
Meyer blev extra ordinarie professor vid Göttingens universitet 1862, var professor i tyska och jämförande språkforskning i Dorpats universitet 1865–99 och bosatte sig sedermera i Göttingen som honorarprofessor vid universitetet där.